# Festival Anual de Vanguarda
O Festival Anual de Avant Garde de Nova Iorque foi um evento, que apesar do nome não ocorria anualmente, criado em 1963 como um fórum aberto para a cena musical experimental emergente na cidade de Nova Iorque.

## História
Organizado pela violoncelista e artista performática Charlotte Moorman, o festival ocorreu esporadicamente por 15 anos em vários locais, incluindo o Central Park e a Balsa de Staten Island até 1980. O Festival Anual de Vanguarda de Nova Iorque começou em 1963 como fóruns abertos para a cena musical experimental que estava emergindo do movimento artístico libertário, Fluxus. O festival inaugural foi no Judson Hall e contou com 28 compositores, incluindo John Cage e Morton Feldman. Segundo relatos de Báthory-Kitsz, o Festival Avant Garde de Nova Iorque era completamente não exclusivo, totalmente acolhedor. Não havia necessidade de virtuosismo musical tradicional para executar essas peças; não havia grandes habilidades para exibir, exceto a disposição de se lançar e fazer, de pegar uma ideia e levá-la adiante até onde fosse possível. 

## Artistas
Artistas notáveis no Festival Anual de Vanguarda de Nova Iorque incluíram Charlotte Moorman, John Cage, Yoko Ono, Carolee Schneeman, Robert Delford Brown, John Lennon, Yoko Ono, Alison Knowles, Nam June Paik, Morton Feldman, Dick Higgins, Ray Johnson, Richard Kostelanetz, Bill Fontana, Nicola L, Joey Skaggs, entre outros.

## Lista de edições
As edições do festival aconteceram entre 1963 a 1980, exceto nos anos de 1970, 1976 e 1979.
- Inaugural Festival Anual de Vanguarda. 20 de agosto - 4 de setembro de 1963. Judson Hall.
- 2º Festival Anual de Vanguarda.  30 de agosto - 13 de setembro de 1964. Judson Hall.
- 3º Festival Anual de Vanguarda. 7–11 de setembro de 1965. Judson Hall.
- 4º Festival Anual de Vanguarda. 9 de setembro de 1966. Central Park.
- 5º Festival Anual de Vanguarda. 29–30 de setembro de 1967. Staten Island Ferry Whitehall Terminal.
- 6º Festival Anual de Vanguarda. 14 de setembro de 1968. Central Park.
- 7º Festival Anual de Vanguarda. 28 de setembro - 4 de outubro de 1969. Wards Island, e 26–31 de outubro de 1969. Mill Rock Island.
- 8º Festival Anual de Vanguarda. 19 de novembro de 1971. 69th Regiment Infantry Armory, Manhattan.
- 9º Festival Anual de Vanguarda. 28 de outubro de 1972. South Street Seaport Museum.
- 10º Festival Anual de Vanguarda. 9 de dezembro de 1973. Estação Grand Central.
- 11º Festival Anual de Vanguarda. 16 de novembro de 1974. Shea Stadium, Queens.
- 12º Festival Anual de Vanguarda. 27 de setembro de 1975. Gateway National Recreation Area/Floyd Bennett Field, Brooklyn.
- 13º Festival Anual de Vanguarda. 19 de junho de 1977. World Trade Center.
- 14º Festival Anual de Vanguarda. 14–20 de maio de 1978. Cambridge River Festival.
- 15º Festival Anual de Vanguarda. 20 de julho de 1980. Parque do Rio Hudson.[4][5]